# Niklas Edin
Johan Niklas Edin (Örnsköldsvik, 7 giugno 1985) è un giocatore di curling svedese.

## Carriera
Ha conquistato una medaglia d'oro ai Giochi olimpici di Pechino 2022, una d’argento ai Giochi olimpici di Pyeongchang 2018 ed una di bronzo ai Giochi olimpici di Soči 2014. Si è laureato per sette volte campione del mondo ed altrettante campione d'Europa. Gioca come Skip ed il suo team è 1º nel ranking mondiale.

## Palmarès
- Giochi olimpici

Soči 2014: bronzo nel torneo maschile;
Pyeongchang 2018: argento nel torneo maschile;
Pechino 2022: oro nel torneo maschile;
- Mondiali

Regina 2011: bronzo nel torneo maschile;
Basilea 2012: bronzo nel torneo maschile;
Victoria 2013: oro nel torneo maschile;
Halifax 2015: oro nel torneo maschile;
Edmonton 2017: argento nel torneo maschile;
Las Vegas 2018: oro nel torneo maschile;
Lethbridge 2019: oro nel torneo maschile;
Calgary 2021: oro nel torneo maschile;
Las Vegas 2022: oro nel torneo maschile;
Basilea 2024: oro nel torneo maschile;
- Europei

Aberdeen 2009: oro nel torneo maschile;
Mosca 2011: argento nel torneo maschile;
Karlstad 2012: oro nel torneo maschile;
Champéry 2014: oro nel torneo maschile;
Esbjerg 2015: oro nel torneo maschile;
Renfrewshire 2016: oro nel torneo maschile;
San Gallo 2017: oro nel torneo maschile;
Tallinn 2018: argento nel torneo maschile;
Helsingborg 2019: oro nel torneo maschile;
Lillehammer 2021: argento nel torneo maschile;
Aberdeen 2023: argento nel torneo maschile;
- Universiadi

Harbin 2009: oro nel torneo maschile;